# اچ‌ام‌اس لوستوف
اچ‌ام‌اس لوستوف ممکن است به یکی از موارد زیر اشاره داشته باشد:
- اچ‌ام‌اس لوستوف (۱۷۵۶)
- اچ‌ام‌اس لوستوف (۱۷۶۱)